# Stengelsla
Stengelsla (Lactuca sativa var. asparagina, augustana of angustata) is een slavariëteit geteeld om de stengel. Andere namen  voor deze slavariëteit zijn celtuce, selderijsla, aspergesla of Chinese sla. In China heet het wosun (chinees: 莴|莴) of woju (chinees: 莴|莴) (de laatste naam wordt ook gebruikt voor sla).
De oude Egyptenaren aten al stengelsla, maar ook in de Chinese keuken heeft deze sla een lange traditie.

## Gebruik
De sla wordt gekweekt vanwege de stengel, die een fris-nootachtige smaak heeft. De knapperige stengel wordt gewoonlijk geoogst als deze 15–20 cm lang en 3–4 cm dik is en geschild gegeten als groente.
Ook de bladeren kunnen worden gegeten, maar deze zijn taaier en wat bitterder dan die van kropsla. De bladeren kunnen als spinazie worden gekookt en gehakt. Jonge bladeren zijn ook geschikt om rauw te eten.

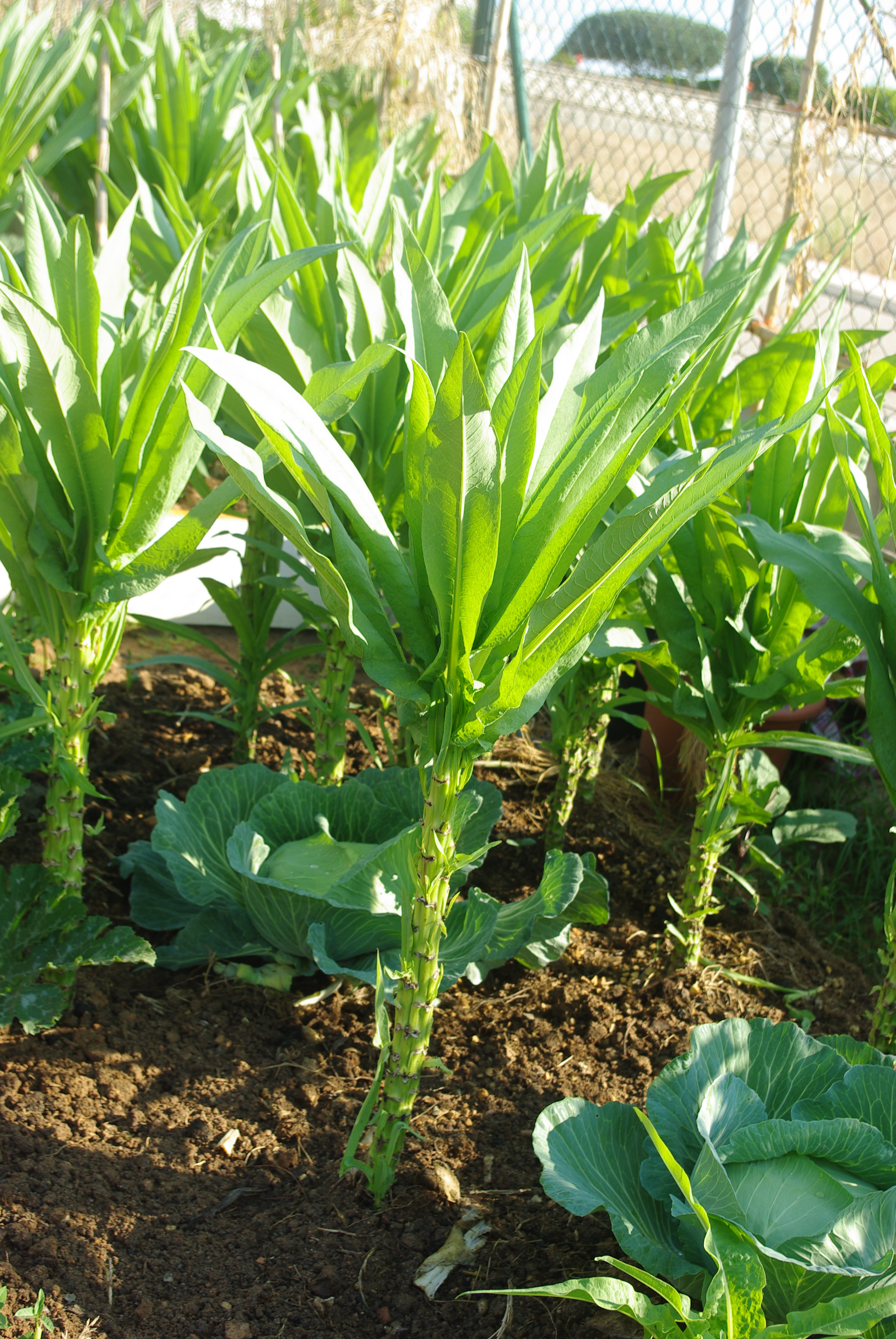
Stengelsla in China